# Фингал (графство)
Фи́нгал (англ. Fingal; ирл. Fine Ghall) — административный округ на востоке Ирландии. Входит в состав традиционного графства Дублин в провинции Лейнстер на территории Республики Ирландии. Крупнейший город — Сордс. Население 196 тыс. человек (2002).

## География
Площадь территории 448 км². К округу относится остров Ламбей — самая восточная точка страны, и необитаемый остров Ирландс-Ай (туристическая достопримечательность: руины башни Мартелло и церкви VIII века).

## История
Фингал был образован в начале 1994 г. в результате раздела исторического графства Дублин на четыре административных округа, которые иногда называют графствами.

## Достопримечательности
- Замок Мэлахайд